# David Da Costa
David Da Costa (* 19. April 1986) ist ein Fussballtorhüter mit schweizerischer und portugiesischer Staatsangehörigkeit.

## Karriere
David Da Costa begann seine Karriere beim FC Zürich, für den er von 1992 bis 2008 spielte. In der Saison 2007/08 (Rückrunde) wurde er an den FC Chiasso in die Challenge League ausgeliehen. In der darauffolgenden Saison 2008/09 wechselte der Torhüter zu Concordia Basel, bei dem er 17 Ligaspiele absolvierte. Nachdem Concordia Basel den Rücktritt vom Profifussball bekannt gegeben hatte, zog es ihn zurück zum FC Chiasso, mit dem er in der Vorrunde der Saison 2009/10 neun Einsätze in der 1. Liga bestritt. Es folgte eine mehrmonatige vereinslose Zeit, während der er mit der U21 des FC Zürich trainieren konnte. Ab der Rückrunde verstärkte er den FC Wohlen in der Challenge League, wo er den Verantwortlichen des FC Thun auffiel.
Zur Saison 2010/11 wechselte Da Costa ins Berner Oberland zum FC Thun. Dieser wurde in der Saison 2009/10 Challenge-League-Meister und stieg in die Axpo Super League auf. Da Costa trat somit erstmals in der höchsten Liga der Schweiz an.
Von 2012 bis 2015 spielte er wieder für seinen Jugendverein FC Zürich als erster Torhüter, danach wechselte er zu Novara Calcio in die Serie B. Zur Saison 2017/18 wechselte er wieder in die Schweiz zum FC Lugano. 2020 schloss er sich dem FC Schaffhausen an, wo er eine Saison lang spielte. Im Sommer 2021 wechselte er in die 1. Liga zum FC Thalwil.